# Ponte Mefita
Ponte Mefita è una frazione di 564 abitanti del comune di Contursi Terme, in provincia di Salerno.
La frazione è caratterizzata dalla presenza di diversi stabilimenti termali: Terme Forlenza, Terme Vulpacchio, Terme delle Querce e Terme del Giardino (dette anche di Sant'Antonio).
La località è anche conosciuta come "Bagni Forlenza", poiché le "Terme Forlenza" furono le prime ad essere valorizzate nella zona.

## Geografia fisica
La frazione si trova alle pendici della collina su cui si trova il centro, Contursi città. 
È quindi posta sulla sponda sinistra del fiume Sele, tra le località Vulpacchio e Lauri, a poco più di novanta metri di altitudine sul livello del mare.

## Storia
Di antica fondazione, Ponte Mefita è collegata con Saginara (oggi altra frazione del comune), di fondazione romana.
Il nome "Mefita" deriverebbe dal nome di Mefite, dea delle acque.

## Monumenti e luoghi d'interesse
Vi sono ruderi di una Villa Romana in Via Lauri e ruderi di un villaggio di epoca romana chiamato "Sayanara", oggi Saginara.

### Architetture religiose
Chiesa di Sant'Antonio del Ponte
È posta verso la fine del centro abitato, in piazza Sant'Antonio. Non è sede parrocchiale, ma è aggregata alla Parrocchia S. Francesco d'Assisi ai Bagni di Contursi.
Edificata nel 1879, la piccola chiesa è di stile prevalentemente ottocentesco, con decorazioni lungo la volta della corta navata. 
Fu edificata poiché proprio in quel luogo apparve Sant'Antonio ad un ragazzo poco più che sedicenne di nome Francesco Parisi. Come testimonia la lapide sulla facciata della Chiesetta: "A Sant'Antonio di Padova nel 1789 si consacra questo luogo sacro a devozione del popolo e di Onofrio Parisi iniziatore per visione avuta dal figlio Francesco memore P. 13 Giugno 1895".
Il 1º giugno di ogni anno, in occasione dell'inizio della tredicina del Santo, si porta il suo simulacro dalla sua chiesa fino al Duomo di Contursi, quindi in paese. Il 13 giugno, festa liturgica del Santo e festa patronale della frazione, il simulacro di S. Antonio di Padova riscende solennemente dal paese fino nella sua chiesa, percorrendo in processione l'antica via dei "Chiaj", che scende tutta l'alta collina su cui è arroccat la città.
Al lato della chiesetta c'è un rustico campanile, con una campana a corda in tono fa4 fusa dai Ripandelli nel 1878.

## Economia
Insieme alla frazione Bagni, è fulcro economico della città di Contursi. Ciò è dovuto alla presenza degli stabilimenti termali e di vari agriturismi e alberghi.
Risorsa economica secondaria è la coltivazione e la produzione dell'olio di oliva Colline Salernitane (DOP).

## Feste
L'unica festa è quella del patrono Sant'Antonio, celebrata il 13 giugno.